# Torwar (osiedle)
Torwar – osiedle mieszkaniowe w dzielnicy Śródmieście w Warszawie.

## Położenie i charakterystyka
Osiedle Torwar położone jest w stołecznym Śródmieściu, na obszarze Miejskiego Systemu Informacji Solec. Jest usytuowane między ulicami: Solec, Górnośląską, Czerniakowską, Cecylii Śniegockiej, Koźmińską i Fabryczną. Jego nazwa wywodzi się od wybudowanego w pobliżu w latach 1953–1957 pierwszego krytego lodowiska w Warszawie. Budowa Wisłostrady, Trasy Łazienkowskiej i osiedla na terenie, na którym zabudowa została w większości zniszczona podczas walk w czasie powstania warszawskiego we wrześniu 1944 roku, spowodowały przerwanie ciągu ulicy Czerniakowskiej, która od tego czasu składa się z dwóch niepołączonych części.
Wstępny projekt architektoniczny tego rejonu miasta powstał przed 1962 rokiem przy okazji planowania powojennej zabudowy Powiśla. Proces tworzenia projektu obejmował lata 1962–1965. Torwar został zbudowany w dwóch etapach. Część zachodnia powstała w latach 1964–1968 według projektu Zofii i Oskara Hansenów, przy współpracy Bohdana Ufnalewskiego (projekt koncepcji) i Jerzego Dowgiałło (konstrukcja). Część wschodnia, składająca się z trzech 16-kondygnacyjnych budynków („Iksów”), została zaprojektowana przez Jana Zdanowicza, a wzniesiono ją w okresie 1971–1973.
Inwestorem osiedla była Międzyzakładowa Spółdzielnia Mieszkaniowa „Energetyka”. Od 1979, zarządzała nim Śródmiejska Spółdzielnia Mieszkaniowa, a od 1989 roku − Spółdzielnia Budowlano-Mieszkaniowa „Torwar”.
Powierzchnia osiedla wynosi 5,6 hektara. W jego skład wchodzi: dziewięć budynków mieszkalnych o jedenastu kondygnacjach, dwa o pięciu kondygnacjach, wybudowane w technologii monolitycznej, oraz trzy szesnastokondygnacyjne wysokościowce. Adresy budynków to: ul. Fabryczna 2, 4, 4A, 8, 14, ul. Górnośląska 1, 2, 3, 4, 9/11, 17/19 i ul. Czerniakowska 201, 201A i 203A. Łącznie budynki mieszczą 1219 mieszkań przeznaczonych dla ok. 3800 osób. Powstanie pierwszej części osiedla przypadło na okres obowiązywania najniższych norm dotyczących wielkości mieszkań, w związku z tym mieszkania M-4 mają 44 m². Kuchnie są zwykle ciemne. Zaplanowano także powstanie żłobka i przedszkola, jak również 32 garaży i średnio ok. 70 miejsc parkingowych na 1000 mieszkańców oraz urządzenie terenów zielonych.
Jednym z częściowo zachowanych po II wojnie światowej obiektów na terenie przyszłego osiedla była fabryka, w której montowano samochody Citroëna. Jej relikty w postaci hali rozebrano w 1999 roku. Na jej miejscu Spółdzielnia Budowlano-Mieszkaniowa „Torwar” wybudowała budynek mieszkalny z usługami pod adresem ul. Górnośląska 4A. Po 1989 roku zabudowa została uzupełniona m.in. o budynki przy ul. Górnośląskiej 5/7B i ul. Górnośląskiej 13/15.

## „Iksy”
W miejscu trzech szesnastokondygnacyjnych budynków autorstwa Zdanowicza pierwotnie planowano powstanie dwóch wyższych, dwudziestoczterokondygnacyjnych z kawiarnią na najwyższym piętrze. Miały one wystawać ponad linię skarpy widzianą z Saskiej Kępy i miały stanowić przeciwwagę widokową dla Pałacu Kultury i Nauki. Zdecydowano się jednak na niższą wysokość z powodów technicznych. Łączna liczba kondygnacji i pięter nie zmieniła się. Budynki zaprojektowano w ten sposób, że ich dłuższe boki zostały nieznacznie cofnięte do środka tworząc zarys planów bloków w kształcie litery X. Stąd też ich popularna nazwa – „Iksy”.
Budynki mają lokale usługowe w parterze. Ich cechą charakterystyczną są także spiczaste balkony tworzące poprzesuwane względem siebie pasy. Zdanowicz powtórzył w ten sposób architekturę zaprojektowanego przez siebie budynku, który powstał dziesięć lat wcześniej przy ulicy Grójeckiej 19/25.
„Iksy” według „Encyklopedii Warszawy” (1994) to „jeden z piękniejszych fragmentów panoramy południowej Warszawy”. Lech Chmielewski w „Przewodniku warszawskim…” (1987) stwierdził, że budynki należą do najładniejszych w Warszawie i tworzą kompozycję wizualną z węzłem Trasy Łazienkowskiej tzw. kokardką. Natomiast historyczka architektury Anna Cymer (2019) wskazała, że budynki mają oryginalną formę. Ich wizerunek wraz z fragmentem węzła drogowego został uwieczniony na znaczku pocztowym.
W sierpniu 2016 roku „Iksy”, znajdujące się przy ul. Górnośląskiej 1 (ID: SRO34186), ul. Górnośląskiej 3 (SRO34187) i ul. Fabrycznej 2 (SRO34188), zostały wpisane do gminnej ewidencji zabytków m.st. Warszawy. W kwietniu 2017 znalazł się w niej cały układ urbanistyczny wschodniej części osiedla (SRO34387).

## Galeria
| - Makieta osiedla opublikowana w 1964 na łamach „Stolicy”. Widoczne pierwotnie planowane, dwa wyższe niż zrealizowane trzy budynki od strony ul. Solec - Część wschodnia osiedla. Wysokie budynki osiedla („Iksy”) widziane od ul. Solec - Budynek przy ul. Czerniakowskiej 201 w zachodniej części osiedla - Punktowiec przy ul. Grójeckiej 19/25, na którym wzorowano „Iksy” |